# Charles Hayward (musicien)
Charles Hayward est un batteur anglais né en 1951, connu pour avoir été le fondateur du groupe de rock expérimental This Heat. Il a également joué dans un grand nombre de groupes et de projets, et sorti quelques albums solos.

## Biographie
En 1975, Charles Hayward rencontre le bassiste Charles Bullen, et joue avec lui dans de sombres formations, Radar Favourites et Dolphin Logic. L'année suivante, lorsque les deux musiciens rencontrent le guitariste Gareth Williams, Charles Hayward décide de fonder This Heat. En 1981, Gareth Williams quitte le groupe, mais Charles Hayward décide tout de même d'entamer une tournée en Europe. Cependant, lorsque Charles Bullen décide de se consacrer à son métier de technicien de studio, This Heat cesse d'exister. Hayward effectue alors quelques sessions pour Lora Logic, The Raincoats et Everything but the Girl, avant de former en compagnie de Trefor Goronwy et Stephen Rickard le groupe Camberwell Now.
L'aventure Camberwell Now s'arrête en 1987 après plusieurs albums, et Charles Hayward entame alors une carrière solo. Il sort les albums Survive the Gesture (1987), Skew-whiff (1989) Switch on War (1991) et My Secret Alphabet, avant de rejoindre le groupe Massacre de Fred Frith et Bill Laswell. Depuis il a participé à de nombreux projets, en particulier Shape Moreton, Albert Newton, Clear Fram, le trio Blurt, le groupe Quiet Sun ... Il est marié depuis 1985 et a trois enfants.